# Słoboda-Sełeć
Słoboda-Sełeć (ukr. Слобода-Селець) – wieś na Ukrainie, w obwodzie żytomierskim, w rejonie żytomierskim. W 2001 liczyła 778 mieszkańców, spośród których 721 posługiwało się językiem ukraińskim, 55 rosyjskim, 1 białoruskim, a 1 ormiańskim.